# Jennifer Luv
Jennifer Luv (Lima, Perú, 10 de octubre de 1983) es una ex-actriz pornográfica peruana que entró a la industria en el año 2002, a los 19 años.

## Premios
- 2005 Premios AVN nominada – Mejor Nueva Estrella[2]
- 2006 Premios AVN nominada – Mejor Actriz de reparto en una película (Scorpio Rising)
- 2006 Premios AVN nominada – Mejor Actriz de reparto en una video (Taboo 21)[3]